# Gibó negre de Hainan
El gibó de Hainan (Nomascus hainanus) és un primat de la família dels gibons (Hylobatidae) que viu a l'illa de Hainan (Xina).
Com tots els gibons del gènere Nomascus, el gibó de Hainan presenta un clar dimorfisme sexual en el color. Els mascles són negres i les femelles són grises, amb una taca fosca al cim del cap i el tòrax. Pesen 7–8 kg.
Se sap ben poca cosa sobre els costums d'aquesta espècie, però se suposa que, com els altres gibons, és principalment frugívora, viu en parelles i marquen territori mitjançant vocalitzacions.